# Индиан Рокс Бийч
Индиан Рокс Бийч (на английски: Indian Rocks Beach) е град в окръг Пинелас, Флорида, Съединени американски щати. Разположен е на остров в Мексиканския залив. Населението му е 4276 души (по приблизителна оценка от 2017 г.).
В Индиан Рокс Бийч умира писателят Абрахам Мерит (1884 – 1943).